# Alicia Gallotti
Alicia Gallotti (Buenos Aires, 1954) è una scrittrice e giornalista argentina.

## Biografia
Si è laureata in Filosofia e Letteratura all'Università di Buenos Aires (Argentina), dove ha lavorato come giornalista in varie pubblicazioni, tra cui la rivista Satiricón che ha segnato una pietra miliare nella storia del giornalismo argentino.
Scrisse anche sceneggiature teatrali per famosi monologhi come Antonio Gasalla, Cipe Lincovsky, Teresa Blasco, Hector Rubio, tra gli altri.
Per oltre 20 anni ha vissuto a Barcellona, in Spagna, dove ha continuato la sua carriera giornalistica in riviste femminili, di opinione, radio e televisione.
Dalla pubblicazione del suo primo libro sull'orientamento sessuale "The New Illustrated Kama-Sutra" nel 1999 è diventata una delle specialiste in sessualità più conosciute ed un'autrice conosciuta a livello internazionale.

## Opere in lingua spagnola
- 1999 El Nuevo Kama-sutra ilustrado (Ed.Martínez Roca)
- 2000 Placer sin límites (Ed.Martínez Roca)
- 2001 Kama Sutra para el hombre (Ed.Martínez Roca)
- 2000 Kama Sutra para la mujer (Ed.Martínez Roca)
- 2002 Kama Sutra y otras técnicas orientales (Ed.Martínez Roca)
- 2003 Kama Sutra gay (Ed.Martínez Roca)
- 2004 Kama sutra lésbico (Ed.Martínez Roca)
- 2005 Kama Sutra del sexo oral (Ed.Martínez Roca)
- 2006 Kama-sutra XXX (Ed.Martínez Roca)
- 2007 Juguetes eróticos (Ed.Martínez Roca)
- 2008 Sexo y Tantra (Ed.Martínez Roca)
- 2009 Kama Sutra las 101 posturas más sensuales (Ed.Martínez Roca)
- 2009 Nuestras fantasías más íntimas (Ed.Martínez Roca)
- 2010 69 SECRETOS IMPRESCINDIBLES PARA DISFRUTAR DEL SEXO (Ed. Martínez Roca)
- 2012 Soy infiel, ¿y tú? (Ed. Martínez Roca)
- 2012 Cómo hablar con los hijos de sexo (Círculo de Lectores)
- 2013 Kama Sutra para Dummies (Centro Libros PAPF)